# Wilhelm Exner
Wilhelm Franz Exner (Gänserndorf, 9 de abril de 1840 — Viena, 29 de maio de 1931) foi um engenheiro florestal austríaco.